# Presidentvalet i USA 1960
Presidentvalet i USA 1960 hölls den 8 november 1960 över hela USA.
Valet stod mellan den demokratiske kandidaten John F. Kennedy från Massachusetts och den republikanske vicepresidenten Richard Nixon från Kalifornien.
Valet vanns av Kennedy som fick 49,7 procent av rösterna mot Nixons 49,5 procent. 

## Förlopp och resultat
Resultatet var mycket jämnt, med några tusen rösters skillnad i viktiga delstater och en rad oegentligheter; i kommuner och countyn i såväl Illinois som Texas, som båda vanns av Kennedy, förekom det att fler röster registrerades för de båda kandidaterna än som totalt bodde i området. Båda kandidaterna var förvånansvärt unga; 43 och 47 år eller 90 år sammantaget, vilket är rekord efter valet 1896, då demokraternas William Jennings Bryan hade den rekordlåga åldern 36 år. Valet var också det första inför vilket båda kandidaterna möttes i en direktsänd TV-debatt, den 26 september, vilket av vissa bedömare anses fått avgörande betydelse, då Kennedy på grund av sin stereotypa ungdom och bättre förberedelser gjorde ett bättre intryck i det nya mediet. En ofta upprepad historia säger att en majoritet som såg debatten i TV ansåg att Kennedy vunnit medan Nixon gjort ett bättre intryck på radio; bland annat hade han avstått sminkning och värmen i studion framtvingade en perspiration som underminerade hans möjligheter att framstå som karismatisk.
Kennedy anspelade framgångsrikt, inte minst i sitt öppningsanförande i debatten på Abraham Lincolns historiska valseger 100 år tidigare med orden Mr. Smith, Mr. Nixon. In the election of 1860, Abraham Lincoln said the question was whether this nation could exist half-slave or half-free. In the election of 1960, and with the world around us, the question is whether the world will exist half-slave or half-free, whether it will move in the direction of freedom, in the direction of the road that we are taking, or whether it will move in the direction of slavery. I think it will depend in great measure upon what we do here in the United States, on the kind of society that we build, on the kind of strength that we maintain. ("Mr Smith, Mr Nixon. I valet 1860 sa Abraham Lincoln att frågan var huruvida den här nationen kan existera som hälften förslavad eller hälften fri. I valet 1960, och med världen omkring oss är frågan huruvida världen kan existera som hälften förslavad eller hälften fri, och om den kommer att röra sig i riktning mot frihet, den väg vi väljer, eller om den kommer att röra sig i riktning mot slaveri. Jag tror att det kommer att bero till hög grad på vad vi gör här i USA, det sorts samhälle som vi bygger, och på den styrka som vi bygger.")
Båda partierna gick till val på förhållandevis liberala program, med krafttag mot segregationen och de bristande medborgerliga rättigheter i sydstaterna som under Eisenhoweradministrationen hade gjort sig alltmer besvärande. Som resultat övergav ett antal elektorer från södern sina respektive kandidater och valde den segregationsvänlige demokratiske Virginiasenatorn Harry F. Byrd till president. Detta antal faithless electors, samtliga delegater från Mississippi, sex av elva från Alabama och en från Oklahoma, är det högsta som någonsin uppmätts, men påverkade inte resultatet.
Kennedy installerades som president den 20 januari 1961, den yngsta som dittills valts till ämbetet (Theodore Roosevelt blev president knappt 42 år gammal sedan William McKinley mördats 1901).

## Demokraternas nomineringsprocess

### Anmälda kandidater
- John F. Kennedy, senator från Massachusetts
- Lyndon B. Johnson, majoritetsledare från Texas
- Hubert Humphrey, senator från Minnesota
- Adlai Stevenson, guvernör från Illinois
- Ross Barnett, guvernör från Mississippi
- Pat Brown, guvernör från Kalifornien
- Michael DiSalle, guvernör från Ohio
- Paul C. Fisher, affärsman från Pennsylvania
- Robert B. Meyner, guvernör från New Jersey
- Wayne Morse, senator från Oregon
- George Smathers, senator från Florida
- Stuart Symington, senator från Missouri

### Utfall
Kennedy blev nominerad av partiet, och utsåg Lyndon B. Johnson från Texas till vicepresidentkandidat.

## Republikanernas nomineringsprocess

### Anmälda kandidater
- Barry Goldwater, senator från Arizona
- Richard Nixon, vicepresident från Kalifornien
- Nelson Rockefeller, guvernör från New York

### Utfall
Nixon blev nominerad av partiet, och utsåg Henry Cabot Lodge från Massachusetts till vicepresidentkandidat.

## Resultat av president- och vicepresidentvalen
| John F. Kennedy | Demokrat   | Massachusetts | 34 220 984 | 49,7 % | 303 | Lyndon B. Johnson | Texas         |
| Richard Nixon | Republikan | Kalifornien   | 34 108 157 | 49,5 % | 219 | Henry Cabot Lodge | Massachusetts |
| Övriga | Övriga     | Övriga        | 563 487    | 0,8 %  | 15a |                   |               |
| Totalt | Totalt     | Totalt        | 68 895 628 | 100 %  | 537 |                   |               |
| a Elektorsrösterna tillföll den konservative demokratiske senatorn Harry F. Byrd från Virginia som inte kandiderade, men fick röster av obundna demokratiska elektorer och en republikansk trolös elektor. |            |               |            |        |     |                   |               |